# Pau Víctor
Pour les articles homonymes, voir Víctor et Delgado.

Pau Víctor, né le 26 novembre 2001 à Sant Cugat del Vallès, est un footballeur espagnol qui joue au poste d'attaquant au SC Braga.

## Biographie

### Carrière en club
Né à Sant Cugat del Vallès en Espagne, Pau Víctor est formé au CE Sabadell, avant de rejoindre en 2018 le Girona FC, où il commence sa carrière professionnelle en championnat d'Espagne de deuxième division,. Il joue son premier match avec l'équipe première du club le 20 juillet 2020, remplaçant Jairo Izquierdo lors du dernier match de la saison contre l'AD Alcorcón,.
Víctor est prêté au CE Sabadell lors de la saison 2022-23, où il permet à son équipe de se maintenir en championnat d'Espagne de troisième division, auteur de 7 buts et 6 passes décisives.
Pour la saison 2023-24, après avoir prolongé son contrat avec Girona, Víctor est prêté au FC Barcelone, où il intègre l'équipe réserve en championnat d'Espagne de troisième division. Meilleur buteur de ce championnat, avec 20 but pour le Barça Atlètic, qui manque de justesse la promotion en deuxième division en finale des barrages contre le Córdoba CF, il fait aussi ses premières apparition sur le banc de l'équipe une barcelonaise de Xavi en Liga, pour un match contre Grenade.
En juillet 2024, il est transféré définitivement au FC Barcelone, signant un contrat allant jusqu'en 2029 et intégrant pleinement l'équipe première d'Hansi Flick en championnat d'Espagne.
Il fait ses débuts en Liga et avec l'équipe fanion 17 août suivant, remplaçant Lamine Yamal lors d'une victoire 2-1 contre Valence.
Le 1er octobre 2024, il joue son premier match de Ligue des champions, remplaçant Robert Lewandowski lors d'une victoire 5-0 contre les Young Boys de Berne.

## Palmarès
FC Barcelone (3) :
Vainqueur de La Liga en 2025.
Vainqueur de la Copa Del Rey en 2025.
Vainqueur de la Supercoupe d’Espagne en 2025.

## Statistiques

### En club
| Saison                | Club                  | Championnat           | Championnat | Championnat | Championnat | Coupe nationale | Coupe nationale | Coupe nationale | Coupe de la Ligue | Coupe de la Ligue | Coupe de la Ligue | Supercoupe | Supercoupe | Supercoupe | Compétition(s) continentale(s) | Compétition(s) continentale(s) | Compétition(s) continentale(s) | Compétition(s) continentale(s) | Total | Total | Total |
| Saison                | Club                  | Division              | M.          | B.          | P.d.        | M.              | B.              | P.d.            | M.                | B.                | P.d.              | M.         | B.         | P.d.       | Comp.                          | M.                             | B.                             | P.d.                           | M.    | B.    | P.d.  |
| 2019-2020             | Girona FC B           | Tercera División      | 15          | 6           | -           | -               | -               | -               | -                 | -                 | -                 | -          | -          | -          | -                              | -                              | -                              | -                              | 15    | 6     | 0     |
| 2020-2021             | Girona FC B           | Tercera División      | 33          | 8           | -           | -               | -               | -               | -                 | -                 | -                 | -          | -          | -          | -                              | -                              | -                              | -                              | 33    | 8     | 0     |
| Sous-total            | Sous-total            | Sous-total            | 48          | 14          | -           | -               | -               | -               | -                 | -                 | -                 | -          | -          | -          | -                              | -                              | -                              | -                              | 48    | 14    | 0     |
| 2019-2020             | Girona FC             | LaLiga 2              | 7           | 0           | 0           | 3               | 0               | 0               | -                 | -                 | -                 | -          | -          | -          | -                              | -                              | -                              | -                              | 10    | 0     | 0     |
| 2020-2021             | Girona FC             | LaLiga 2              | 1           | 0           | 0           | -               | -               | -               | -                 | -                 | -                 | -          | -          | -          | -                              | -                              | -                              | -                              | 1     | 0     | 0     |
| Sous-total            | Sous-total            | Sous-total            | 8           | 0           | 0           | 3               | 0               | 0               | -                 | -                 | -                 | -          | -          | -          | -                              | -                              | -                              | -                              | 11    | 0     | 0     |
| 2022-2023             | CE Sabadell (prêt)    | Primera Federación    | 36          | 7           | 5           | -               | -               | -               | -                 | -                 | -                 | -          | -          | -          | -                              | -                              | -                              | -                              | 36    | 7     | 5     |
| 2023-2024             | Barça Atlètic (prêt)  | Primera Federación    | 39          | 20          | 6           | -               | -               | -               | -                 | -                 | -                 | -          | -          | -          | -                              | -                              | -                              | -                              | 39    | 20    | 6     |
| 2024-2025             | FC Barcelone          | Liga                  | 21          | 2           | 1           | 2               | 0               | 0               | -                 | -                 | -                 | 0          | 0          | 0          | C1                             | 6                              | 0                              | 0                              | 29    | 2     | 1     |
| 2025-2026             | SC Braga              | Liga Betclic          | 2           | 1           | 0           | 0               | 0               | 0               | -                 | -                 | -                 | 0          | 0          | 0          | C3                             | 2                              | 0                              | 0                              | 4     | 1     | 0     |
| Total sur la carrière | Total sur la carrière | Total sur la carrière | 154         | 44          | 12          | 5               | 0               | 0               | -                 | -                 | -                 | 0          | 0          | 0          | -                              | 8                              | 0                              | 0                              | 167   | 44    | 12    |